# 紫海早希
紫海 早希（しうみ さき、8月22日 – ）は、日本の漫画家。血液型はO型。2001年、小学館の『少女コミック』増刊4月15日号にて「サイネリア」でデビュー。
以後、同誌を中心に執筆中。

## 作品一覧
- サイネリア
- もてもてくんとやきもちやきこ。
- 王子様はカワイイ。
- ヤサシイアナタ
- エリートさま 恋♥仕様
- 悪魔とホワイトクリスマス
- バチバチ恋愛事情
- 敵ハ、コイビト。
- スウィート・プラス
- もっともっともっと。
- キミのとりこ
- 恋のひみつきち
- 放課後の口どけ
- かかわりたくありません!
- ばかすき
- 純愛ジャンキー
- さとうさん恋愛革命!!
- にせラブ!?
- 先生だったはずなのに
- 君のそばに忘れもの
- Let'sアクマテク教室
- 秘密の夜カレ
- 二回目の初恋
- ココロ支配下
- 恋心♥センプク中
- 恋心♥ベンキョウ中
- 恋心♥カクセイ中
- 恋心♥ツナガリ中
- 恋心♥カイドク中
- 恋心♥ツメコミ中
- 恋心♥ヤキモキ中
- 恋心♥キョウメイ中
- 恋心♥アコガレ中
- メリーメリー♥lovers
- ちょこれーと♥lovers
- 告白♥lovers
- 卒業恋風
- ぎゅっと♥大キライ
- 春ふわり 恋ひらり
- かわゆセンセ
- かんちがい娘とブチギレ王子
- ライバルも楽じゃない
- 恋に堕ちた完璧くん
- その後の完璧くん①
- その後の完璧くん②
- あたふたふたまたちゃん
- 真夜中♥ロリータ
- デコ♥らぶ
- 天使なオトウト悪魔なオトコ
- 先生、ズルイよ
- つづきはバックステージで
- カレは生徒くん。
- 2回目の初恋
- 遺伝子結婚 〜社長が私を溺愛する〜

## 刊行作品
- エリートさま 恋♥仕様
- 敵ハ、コイビト。
- 恋のひみつきち
- 純愛ジャンキー
- Let'sアクマテク教室
- 恋心♥センプク中
- 恋心♥コウシン中
- 恋心♥キョウメイ中
- かんちがい娘とブチギレ王子
- ライバルも楽じゃない
- 恋に堕ちた完璧くん
- 真夜中♥ロリータ
- 先生、ズルイよ
- 遺伝子結婚 〜社長が私を溺愛する〜（マイクロ版・電子書籍限定）

以下オムニバス作品
- Pink Labe LOVE&BEAST
- 女の子は恋をすると妄想しちゃうんです。
- あの時、好きって言えばよかった